# استینیو (بازیکن فوتبال، زاده ۲۰۰۳)
استینیو (انگلیسی: Stênio؛ زادهٔ ۵ آوریل ۲۰۰۳) بازیکن فوتبال اهل برزیل است.